# Suzun
Suzun – osiedle typu miejskiego w Rosji, w obwodzie nowosybirskikm. W 2009 liczyło 14 793 mieszkańców.